# 칼라비-야우 다양체
칼라비-야우 다양체(Calabi-丘 多樣體, 영어: Calabi–Yau manifold)는 홀로노미가 SU(n)의 부분군인 콤팩트 켈러 다양체다. 미분 기하학과 대수 기하학에서 다룬다. 끈 이론에서 시공의 축소화에 쓰인다.

## 정의
켈러 다양체는 리만 구조, 복소 구조, 심플렉틱 구조를 모두 갖춘 다양체로, 일반적으로 복소 n차원의 켈러 다양체는 U(n)의 부분군인 홀로노미를 지닌다. 그 가운데 칼라비-야우 다양체는 콤팩트하고 SU(n)의 부분군인 (대역적) 홀로노미를 지닌 것이다. SU(n) 홀로노미를 지녀야 한다는 조건은 다음 가운데 아무 하나와 동등하다.
- 어디서도 0이 아닌 {\displaystyle n}차 정칙 복소 미분 형식 {\displaystyle \Omega }가 다양체 위에 존재한다. (이를 정칙 부피 형식(영어: holomorphic volume form)이라고 한다.)
- 복소 구조의 구조군(structure group)이 SU(n)의 부분군이다. (일반적 켈러 다양체의 구조군은 U(n)이다.)
- 자명한 표준 선다발을 지닌다.

일부 저자는 칼라비-야우 다양체를 좀 더 일반적으로, 대역적 홀로노미 대신 SU(n)의 부분군인 국소적 홀로노미를 지닌 콤팩트 켈러 다양체로 정의한다. 이 조건은 다음 가운데 아무 하나와 동등하다.
- 다양체의 리치 곡률이 0이다.
- 다양체의 복소 구조의 첫 번째 실수 천 류 {\displaystyle c_{1}(M;\mathbb {R} )\in H^{1,1}(M;\mathbb {R} )}이 0이다.
- 표준 선다발을 충분히 거듭제곱하면 자명해진다.
- 자명한 표준 선다발을 지닌 유한 피복 공간이 존재한다.

이 정의 가운데, 리치 곡률이 0인 성질과 다른 성질들이 동등하다는 사실은 증명하기가 쉽지 않다. 이는 에우제니오 칼라비가 가설을 제시한 뒤 야우싱퉁이 증명하였고, 칼라비 가설 또는 야우 정리라 불린다.
두 번째 정의는 첫 번째 정의보다 일반적이다. 예를 들어 초타원 곡면(영어: hyperelliptic surface)는 첫 번째 정의는 만족하지 않지만 두 번째 정의는 만족한다. (첫 번째 정의를 만족시키려면 그 이중 피복 공간인 K3 곡면을 취하면 된다.) 다만 단일 연결된 다양체의 경우 두 정의는 동등하다.
이 밖에도 실수 천 류 대신 정수 천 류 {\displaystyle c_{1}(M,\mathbb {Z} )}을 쓰거나, 콤팩트함을 요구하지 않거나, 홀로노미가 SU(n)의 부분군이 아니라 SU(n) 자체임을 요구하는 등 약간 다른 정의를 쓰는 저자도 있다.
두 정의 모두, 고다이라 차원(영어: Kodaira dimension)이 0이고, 첫 번째 실수 및 정수 천 류가 0이다.

## 특수 라그랑주 부분 다양체
칼라비-야우 다양체의 정칙 부피 형식 {\displaystyle \Omega }는 측정 형식을 이룬다. 이에 대한 측정 부분 다양체를 특수 라그랑주 부분 다양체라고 한다. 즉, 칼라비-야우 다양체 {\displaystyle M} 속의 특수 라그랑주 다양체 {\displaystyle N\subset M}는
{\displaystyle \operatorname {Re} \Omega |_{N}=\omega |_{N}}
{\displaystyle \operatorname {Im} \Omega |_{N}=0}
인 부분다양체이다. 여기서 {\displaystyle \omega }는 리만 계량에 따른 부피 형식이다.
정칙 부피 형식 {\displaystyle \Omega }는 복소 위상으로
{\displaystyle \Omega \to \exp(i\theta )\Omega }
와 같이 재정의할 수 있고, 따라서 이에 따라 특수 라그랑주 부분 다양체의 개념이 달라진다. 일부 문헌에서는 적어도 한 복소 위상의 정칙 부피 형식에 대하여 측정 부분 다양체를 이루는 부분 다양체를 특수 라그랑주 부분 다양체라고 한다.
특수 라그랑주 다양체는 거울 대칭 가설의 여러 서술들 가운데 하나인 Strominger-Yau-Zaslow가설을 서술하는데 등장한다.

## 모듈러스
{\displaystyle n}차원 칼라비-야우 다양체 {\displaystyle (M,J,\omega )}는 켈러 구조 {\displaystyle \omega }와 복소 구조 {\displaystyle J}를 지녔으므로, 켈러 모듈러스와 복소 모듈러스를 가진다.
켈러 모듈러스 공간의 접공간은 무한소의 (1,1)차 형식 {\displaystyle \epsilon \delta \omega _{i{\bar {\jmath }}}dz^{i}\wedge d{\bar {z}}^{\bar {\jmath }}}의 꼴이다. 리치 텐서가 0이라는 조건에 의하여, 이는 {\displaystyle O(\epsilon ^{2})} 항을 제외하고는 조화형식을 이룬다. 따라서 켈러 모듈러스 공간의 차원은 그 (1,1)차 조화형식 공간의 차원과 같다. 호지 이론에 따라서, 이는 돌보 코호몰로지의 차원인 호지 수 {\displaystyle h^{1,1}(M)=\dim H^{(1,1)}(M)}으로 주어진다. 또한, 켈러 형식들의 집합은 볼록 뿔을 이루는데, 이는 켈러 형식들의 집합이 볼록 선형결합에 대하여 닫혀 있기 때문이다. (볼록 선형결합으로 국한하는 이유는 {\displaystyle \omega ^{n}}이 부피 형식을 이뤄야 하기 때문이다.) 이를 켈러 뿔(Kähler cone)이라고 한다.
3차원 칼라비-야우 다양체의 경우, 복소 모듈러스 공간의 차원은 호지 수 {\displaystyle h^{2,1}(M)=\dim H^{(2,1)}(M)}에 의하여 주어진다.

## 예
복소 1차원 칼라비-야우 다양체는 (두 정의 다) 원환면밖에 없다. 복소 2차원 칼라비-야우 다양체 가운데 단일 연결된 것은 (역시 두 정의 다) K3 곡면밖에 없다. 복소 3차원 칼라비-야우 다양체는 아직 잘 알려지지 않았으며, 심지어 유한개인지 아니면 무한개인지도 모른다. 일반적으로, n차원 복소 사영 공간 ℂℙn의 동차좌표에서 (n+1)차 동차다항식의 해는 (n−1)차원 칼라비-야우 다양체를 이룬다.

## 끈 이론에서의 응용
끈 이론에서, 칼라비-야우 다양체는 시공의 축소화를 나타낸다. 끈 이론에서는 10차원의 시공이 필요한데, 이를 실제 세계와 관련짓기 위해서는 이를 {\displaystyle \mathbb {R} ^{4}\times X} 꼴의 곱으로 축소화시켜야 한다. (여기서 {\displaystyle X}는 콤팩트 다양체다.) 손지기 페르미온을 나타내려면 2개 이상의 초대칭이 있을 수 없고, 현상론적으로 하나의 초대칭이 있는 모형이 유력하므로, 초대칭을 4차원에서 하나만 남기고 파괴하는 축소화를 찾아야 하는데, 칼라비-야우 다양체는 이러한 성질을 만족한다. 축소화하는 칼라비-야우 다양체에 따라 4차원 우주에 다른 입자 및 물리 법칙이 나타난다. 이 사실은 필립 칸델라스(Philip Candelas), 게리 호로위츠(Gary Horowitz), 앤드루 스트로민저, 에드워드 위튼이 1985년에 발견하였다.

## 같이 보기
- 오차 삼중체
- G2 다양체